# Duende

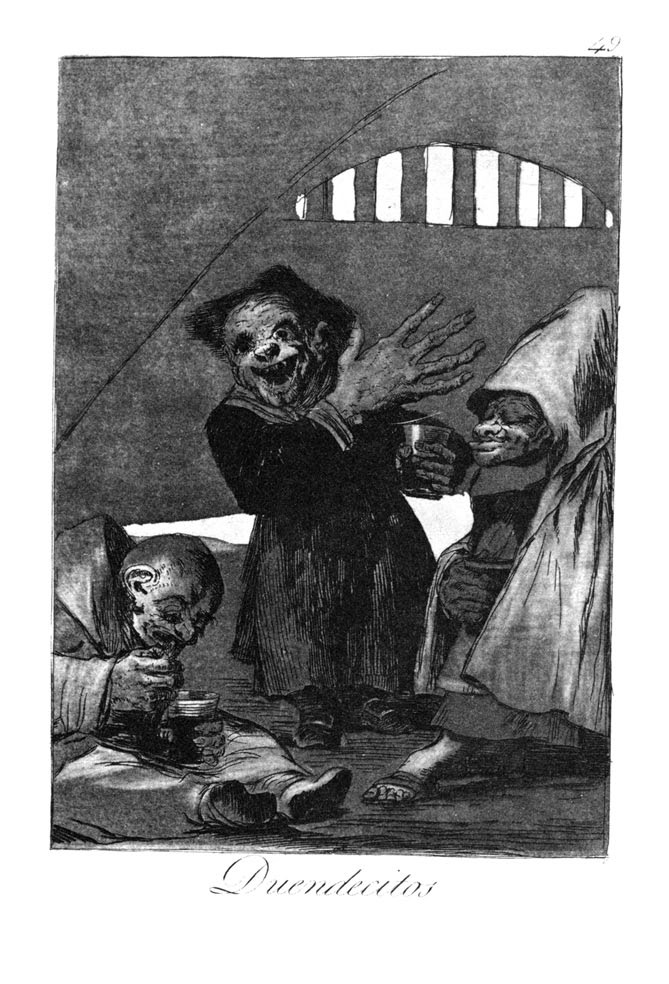
Duendecitos por Francisco Goya, 1799.

Um duende é uma criatura do folclore ibérico, latino-americano e filipino. O termo espanhol "duende" originou-se como uma contração da expressão "dueño de casa" ou "duen de la casa", que significa "dono de casa", e foi originalmente conceituado como um espírito travesso que habita uma casa.

## Origem
Sua origem exata é desconhecida, mas as criaturas mais antigas parecidas com os duendes são os goblins, que surgiram junto com elfos e outros seres de lendas das mitologias europeias. As primeiras histórias com a criatura são antigas, mas ele só recebeu esse nome no século XIII, quando a palavra "duende" passou a incluir-se no vocabulário espanhol. Há várias criaturas similares aos duendes em outros países. Nos contos medievais irlandeses do século XIV nasceu o leprechaun, um anãozinho que esconde um pote de ouro no fim do arco-íris. Na obra do alquimista suíço Paracelso, no século XVI, surgem os gnomos, exímios artesãos que vivem isolados nas florestas, e também em várias outras mitologias e culturas ao redor do mundo que possuem seres com características análogas às dos duendes, tais como: lutin, na França, zanganito , na Península Ibérica, cluricaun, na Irlanda, alux, na mitologia maia, curupira e sanguanel no folclore brasileiro, e etc. Porém na maioria das línguas não há distinção entre o duende e esses outros seres.

## Características

### Poderes mágicos
Duendes segundo lendas, possuem poderes sobrenaturais, desafiando as leis naturais da física, como: atravessar paredes, se locomover em alta velocidade e até se teletransportar de um lugar para o outro. Eles são conhecidos por serem travessos e terem um humor extremamente sensível (assim como a maioria dos seres mitológicos europeus), portanto, caso alguém lhes agrade, eles podem tornar-se seus amigos, mas caso os ofenda, as travessuras, como esconder objetos, irão se tornar cada vez mais sérias, chegando a causar doenças ou em alguns casos, a morte.